# طيران الصحراء (الجزائر)
طيران الصحراء كانت شركة طيران في الجزائر. سيّرت رحلات داخلية في الجزائر بين عامي 1999 و2003.

## الخدمات
شغّلت شركة طيران الصحراء رحلات إلى العديد من الوجهات في الجزائر: أدرار ، الجزائر العاصمة ، بشار ، باتنة، غرداية، تندوف، عنابة، وهران، قسنطينة، حاسي مسعود، تمنراست، ورقلة.

## بيانات الكود
- كود الإتحاد الدولي للنقل الجوي : 6S [1]
- رمز منظمة الطيران المدني الدولي : SHD [1]

## التاريخ
تأسست شركة طيران الصحراء في شهر نوفمبر 1998 رأسمالها 20 مليون دينار جزائري. وبدأت رحلاتها في سبتمبر 1999 مع مضيفة جوية ومضيفة طيران مدربة من قبل الشركة.
اشترت الخطوط الجوية الخلفة الشركة.

## الأسطول
- 5 فيرتشايلد هيلر FH-227 [4]